# 고루 이극로 선생 생가
```
 고루 
이극로
 선생 생가
 - 의령군 지정면 고루로3길 8
 고루 
이극로
 선생은 1893년 8월 28일 이곳 두곡에서 이근주의 6남 3녀 중 막내아들로 태어나 1898년 두남재에서 한문을 수학하며, 1910년 마산 창신학교에 입학할 때까지 살았다. 1920년 상해 동제대학을 졸업하고, 1927년 독일 베를린 대학에서 철학박사 학위를 받은 후 런던대학과 파리대학에서 수학했다. 1920년과 1929년 귀국하여 생가에 들렀으며, 그 후 조선어학회일로 서울에 살면서 1937년 맏형인 상로의 회갑 때 고향을 방문 하기도 했다.
 현재의 생가는 1915년 7월에 상량했다고 기록되어 있는데, 그 전에는 어떤 형태였는지 알 수 없다. 생가는 본채, 사랑채, 헛간채로 이루어져 있으며, 본채의 지붕은 갈대로 이었고, 나머지는 짚으로 이은 초가였다. 초가는 해마다 지붕을 갈아야 하는 반면 억새나 갈대로 인 지붕은 오래가는 장점이 있어 거름강에서 갈대를 베어다 지붕을 이었다. 1972년 새마을 운동으로 지붕을 개량할 때, 초가는 슬레이트로 바귀었고, 본채와 사랑채는 2016년 칼라강판으로 교체됏다.
 동향으로 앉은 본채는 부엌과 큰방, 대청, 작은방으로 구성되어 있다. 본채와 마주보는 사랑채는 뒷날 새로 지은 것으로 방 두 칸과 창고가 있으며, 헛간채는 외양간으로 쓰였다. 생가에 살던 장조카가 1960년 세상을 떠난 후 이제는 선생은 12촌 친척이 주말주택으로 사용하고 있다.

```